# Gà tây lông trắng Hà Lan

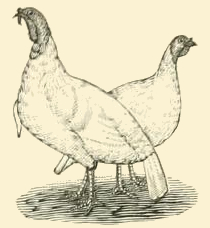
Gà tây trắng Hà Lan

Gà tây lông trắng Hà Lan (White Holland) một là giống gà tây nhà có nguồn gốc từ Hà Lan, được nuôi phổ biến ở châu Âu. Chúng được coi là có liên quan đến giống gà tây ngực rộng. Giống gà Tây trắng của Hà Lan con trống chỉ đạt trên dưới 12 kg, con mái nặng chừng 7-8kh, giống gà tây trắng Hà Lan được nhiều người chuộng do có thịt gà tây mềm và thơm ngon, chúng cũng đẻ sai như gà tây lông đen. Gà tây lông trắng Hà Lan được công nhận bởi Hiệp hội gia cầm Mỹ (American Poultry Association) vào năm 1874.